# Pensacola Mountains
Pensacola Mountains – pasmo górskie w Górach Transantarktycznych w Antarktydzie Wschodniej.

## Nazwa
Nazwa upamiętnia amerykańską bazę lotnictwa marynarki w mieście Pensacola na Florydzie w uznaniu jej historycznej roli w szkoleniu pilotów US Navy.

## Geografia
Pensacola Mountains tworzą pasmo górskie w Górach Transantarktycznych w Antarktydzie Wschodniej, rozciągając się na przestrzeni ok. 450 km od północnego wschodu na południowy zachód .
W górach wyróżnia się m.in.: Argentina Range, Forrestal Range, Dufek Massif, Cordiner Peaks, Neptune Range, Patuxent Range, Rambo Nunataks i Pecora Escarpment, leżące pośród Foundation Ice Stream i Support Force Glacier spływających do Lodowca Szelfowego Ronne .
Najwyższym szczytem jest Mackin Table wznoszący się na wysokość 2135 m n.p.m. 
W Forlidas Range w Dufek Massif znajduje się niewielki (100 m średnicy) zamarznięty staw Forlidas Pond, gdzie prowadzone są badania biologiczne . W miesiącach letnich przy brzegu tworzy się pas wolny od lodu z wodą o lekkim stopniu zasolenia – odkryto tu m.in. bakterie typu Firmicutes .
Davis Valley i Forlidas Pond stanowią Szczególnie Chroniony Obszar Antarktyki (ang. Antarctic Specially Protected Area, ASPA) – ASPA 119 (Davis Valley and Forlidas Pond, Dufek Massif, Pensacola Mountains) .

## Historia
Pasmo zostało odkryte i obfotografowane z powietrza 13 stycznia 1956 roku podczas trans-kontynentalnego lotu z McMurdo Sound do Morza Wedella i z powrotem podczas Operation Deep Freeze . Kolejne zdjęcia z lotu ptaka wykonano w latach 1957–1958, w roku 1961 oraz w latach 1963–1964 . W latach 1961–1961 i 1963–1964 United States Geological Survey (USGS) przeprowadziło badania lądowe .
Góry zostały zmapowane przez USGS na podstawie badań lądowych i zdjęć lotniczych w latach 1956–1967 .